# Ca l'Andreu (Cardedeu)
Ca l'Andreu és una masia de Cardedeu (Vallès Oriental) inclosa a l'Inventari del Patrimoni Arquitectònic de Catalunya.

## Descripció
Masia de planta basilical, orientada a migdia. Planta, pis i golfes. La porta és dovellada i finestra treballada a sobre, amb impostes corbes i llinda plana. Una altra té un motiu decoratiu a la pedra, i secció motllurada. Sota teulada, hi ha la data de 1834, de possible reforma. Algunes finestres són refetes amb maons. Carreus dels angles. Sota teulada a l'esquerra el paller i a la dreta annexos de corrals i coberts amb pati interior. Una llinda de fusta data 1717. Per una finestra es veu un sostre refet fa pocs anys. A fora, restes de l'enrajolat de l'era, i pou.

## Història
La família no conserva documentació. Hi varen viure fins fa uns vint anys, quan es van fer la casa nova al costat. La masia serveix per a guardar eines.